# 村山翠
村山翠（日语：／ Murayama Midori，1993年7月1日—），日本女子籃球運動員，效力於富士通紅浪，主要位置為二中鋒。

## 經歷
- 飯山滿Super Kids - 船橋市立二宮中學校（日语：船橋市立二宮中学校） - 昭和學院高等學校（日语：昭和学院中学校・高等学校） - 專修大學 - 富士通紅浪（日语：富士通レッドウェーブ）（2016年－）

## 日本代表經歷
- 2017年威廉·瓊斯盃國際籃球邀請賽
- 2017年夏季世界大學運動會

## 外部連結
- 村山翠 - 富士通レッドウェーブ （页面存档备份，存于） （日語）
- 村山翠 - WJBL （页面存档备份，存于） （日語）
- 村山翠的X（前Twitter）
- 村山翠的Instagram帳戶